# Didemnum granulosum
Didemnum granulosum är en sjöpungsart som först beskrevs av Richard von Drasche-Wartinberg 1883.  Didemnum granulosum ingår i släktet Didemnum och familjen Didemnidae. Inga underarter finns listade i Catalogue of Life.